# Българска есперантистка асоциация
Българската есперантистка асоциация (БЕА) е основана през 1907 г. в град Велико Търново под името „Българска есперантска лига“. Това е културно-просветна организация на есперантистите в България.
Неин орган е списанието „Български есперантист“, което излиза от 1919 г.

## Кратка история
Още през 1888 г. в България е имало есперантисти, които учили езика по руски учебници. Това е благоприятствано от близостта на руския и българския език, както и от популярността на руската литература. Първият български учебник по есперанто е издаден през 1889 г., написан от Милослав Богданов. Около 1897 г. Аристо Попов започва бурна пропаганда, издава учебници, пише статии във вестници и списания и изнася речи. Около 1904 г. под ръководството на Никола Ковачев, Петър Попов и Георги Актарджиев в столицата София е основана местната организация „Аврора“. През 1906 г. есперантисти от София провеждат в столицата Първия български есперантски конгрес. В резултат на конгреса през 1906 г. в София е основано Българско дружество за пропаганда на есперанто, което през 1907 г. започва да издава добре редактирания двумесечен вестник Български есперантист. След разпускането на дружеството, групата от Търново свиква нов конгрес в своя град, създавайки Българската есперантистка асоциация.

## Борд на директорите
Избран на 14 май 2022 г. в Трявна.
- Президент: инж. Борис Гаджанов (поне от 2016 г.)
- Вицепрезидент: Мая Христова Горова (поне от 2016 г.)
- Членове: Веселка Камбурова, Павлин Боевски, Румен Стоянов
- Георги Михалков (известен още като Джулиан Модест), през 1992-1993 г. президент на BEA и след това поне до 2016 г.